# Näsgölen, Östergötland
Näsgölen är en sjö i Boxholms kommun i Östergötland och ingår i Motala ströms huvudavrinningsområde. Sjöns area är 0,015 kvadratkilometer och den befinner sig 170 meter över havet.